# Козаново
Козаново (болг. Козаново) — село в Болгарии. Находится в Пловдивской области, входит в общину Асеновград. Население составляет 615 человек.

## Политическая ситуация
В местном кметстве Козаново, в состав которого входит Козаново, должность кмета (старосты) исполняет Марияна Илиева Георгиева (Граждане за европейское развитие Болгарии (ГЕРБ)) по результатам выборов правления кметства.
Кмет (мэр) общины Асеновград — Христо Грудев Грудев (коалиция партий: Граждане за европейское развитие Болгарии (ГЕРБ), ВМРО — Болгарское национальное движение) по результатам выборов в правление общины.